# Liridon Osmanaj
Liridon Osmanaj (ur. 4 stycznia 1992 w Mariborze) – słoweński piłkarz występujący na pozycji napastnika w FC Concordia Basel. Wychowanek NK Maribor, w swojej karierze grał także w takich klubach, jak NK Domžale, NK Aluminij, SC Kalsdorf, Partizani Tirana, Widzew Łódź, NK Radmolje, Al-Shamal SC i Nafta Lendava. Były reprezentant Słowenii do lat 19. Posiada także obywatelstwo albańskie.